# منلكارا جونافية
منلكارا جونافية (الاسم العلمي: Manilkara gonavensis) هي نوع من النباتات يتبع جنس المنلكارا من الفصيلة السبوتية